# Clé: Levanter
Clé: Levanter – piąty (ogólnie szósty) minialbum południowokoreańskiej grupy Stray Kids, wydany 9 grudnia 2019 roku przez JYP Entertainment. Płytę promowały trzy single. Główny singiel „Double Knot” został wydany 9 października 2019 roku, następnie 14 listopada 2019 roku „Astronaut”, a tytułowy utwór „Levanter” 9 grudnia 2019 roku.
Pierwotnie minialbum miała zostać wydana 25 listopada 2019 roku ale został opóźniony do 9 grudnia 2019 roku z powodu odejścia członka Woojina z grupy 27 października 2019 roku. Odejście Woojina spowodowało, że grupa musiała ponownie nagrać utwory bez udziału Woojina.

## Lista utworów
| CD | CD                             | CD                                                               | CD                                                                      | CD                          | CD      |
| Nr | Tytuł utworu                   | Tekst                                                            | Kompozycja                                                              | Aranżacja                   | Długość |
| -- | ------------------------------ | ---------------------------------------------------------------- | ----------------------------------------------------------------------- | --------------------------- | ------- |
| 1. | „Stop”                         | Bang Chan (3Racha), Changbin (3Racha), Han (3Racha)              | Bang Chan, Changbin, Han, Matthew Tishler, Andrew Underberg, Crash Cove | Matthew Tishler, Crash Cove | 3:10    |
| 2. | „Double Knot”                  | Bang Chan, Changbin, Han                                         | Bang Chan, Changbin, Han, Nick Furlong, Dallas Koehlke                  | DallasK, Bang Chan          | 3:10    |
| 3. | „Baram” (kor. 바람, ang. Wind) | Bang Chan, Changbin, Han, J.Y. Park "The Asiansoul", Herz Analog | Bang Chan, Changbin, Han, Hong Ji-sang                                  | Hong Ji-sang                | 3:16    |
| 4. | „Booster”                      | Bang Chan, Changbin, Han                                         | Christian Fast, Henrik Nordenback, Albin Nordqvist                      | Henrik Nordenback           | 3:41    |
| 5. | „Astronaut”                    | Bang Chan, Changbin, Han                                         | Bang Chan, Changbin, Han, Lorenzo Cosi, YK Koi                          | Lorenzo Cosi, YK Koi        | 2:59    |
| 6. | „Sunshine”                     | Han                                                              | Han, Nicholas Lee, Joshua Wei                                           | Nicholas Lee, Joshua Wei    | 3:42    |
| 7. | „You Can Stay”                 | Bang Chan, Changbin, Han                                         | Bang Chan, Changbin, Han, Cook Classics                                 | Cook Classics               | 3:28    |
| 8. | „Mixtape #5” (CD Only)         | Stray Kids                                                       | Stray Kids                                                              | Edmmer, ALOM                | 3:54    |

## Notowania
| Lista                               | Pozycja |
| ----------------------------------- | ------- |
| Gaon Weekly Album Chart             | 1       |
| Belgian Albums (Ultratop Flanders)  | 132     |
| Belgian Albums (Ultratop Wallonia)  | 138     |
| Hungarian Albums (MAHASZ)           | 15      |
| Oricon Weekly Album Chart (Japonia) | 17      |
| Billboard Japan Hot Albums          | 67      |
| UK Digital Albums (OCC)             | 86      |
| Spanish Albums (PROMUSICAE)         | 85      |
| World Albums (Billboard)            | 9       |

## Nagrody w programach muzycznych
| Program            | Data            | Źródło |
| ------------------ | --------------- | ------ |
| M Countdown (Mnet) | 19 grudnia 2019 | [ 10 ] |

## Sprzedaż
| Kraj             | Sprzedaż |
| ---------------- | -------- |
| Japonia          | 9116+    |
| Korea Południowa | 323 574+ |